# 장구도
장구도(長久島)는 전라남도 여수시 화정면에 있는 섬이다. 부도(缶島)라고도 한다. 특정도서로 지정하여 관리되고 있다.

## 특정도서
장구도는 세뿔석위, 바위손, 다정큼나무 등 군락지가 분포하고 있고, 식생 및 자연성이 우수하여 「독도 등 도서지역의 생태계보전에 관한 특별법」에 의거 특정도서로 지정되었다.
- 지정번호 : 제145호
- 면적 : 34,712m2
- 지번 : 전라남도 여수시 화정면 하화리 산74, 75, 76, 77